# Манифестација „Музеји за 10”
Манифестација „Музеји за 10” представља националну музејску иницијативу коју координира Национални комитет Србије Међународног савета музеја. Одржава се под покровитељстом Министарства културе и информисања Републике Србије.
Манифестација је први пут одржана 2015. године под називом „Музеји Србије, десет дана од десет до десет”. Идеја манифестације је успостављање ближе сарадње и заједничког наступа музеја у Србији, а у циљу ефикаснијег рада и веће видљивости, као и чвршће повезаности с локалном заједницом. Од 2018. године, манифестација обухвата седам дана бесплатног програма обележавајући Међународни дан музеја, Европску ноћ музеја и Националну недељу музеја у градовима широм Србије. Осим изложби, од којих се многе могу видети баш тих дана, посетиоци су у прилици да се укључе и у додатне програме који се састоје од интензивираних ауторских и стручних вођења, интерактивних радионица за децу и одрасле, предавања, пројекција филмова, представа и перформанса, промоција књига, концерата и других активности.

## Теме
| Година | Датум одржавања  | Тема                                              |
| ------ | ---------------- | ------------------------------------------------- |
| 2015.  | 9 - 18. маја     |                                                   |
| 2016.  | 12 - 21. маја    |                                                   |
| 2017.  | 11 - 20. маја    | Музеј у гостима                                   |
| 2018.  | 14 - 20. маја    | Хиперповезани музеји: нови приступи, нова публика |
| 2019.  | 13 - 19. маја    | Музеји као средишта културе: будућност традиције  |
| 2020.  | 9 - 15. новембра | Музеји за једнакост: разноликост и инклузија      |
| 2021.  | 12 - 18. маја    | Будућност музеја: нове идеје, нове праксе         |